# Carré Sator
Pour les articles homonymes, voir Sator.
Le carré Sator est un carré magique contenant le palindrome latin SATOR AREPO TENET OPERA ROTAS. Ce carré figure dans plusieurs inscriptions latines, la plus ancienne connue qui a été trouvée à Pompéi ne pouvant être postérieure à l'an 79.
L'énigme formée par le sens de cette inscription a intrigué de nombreux savants et suscité diverses hypothèses, utilisant des interprétations exégétiques juive ou chrétienne et provoquant le scepticisme sur une signification de l'inscription de la part d'historiens de la Rome antique.

## Disposition
Les 25 lettres de cette phrase de cinq mots, ici inscrites dans un quadrillage, lues de n'importe quel coin à son opposé, forment un palindrome. Chacun des cinq mots est répété quatre fois dans ce carré, de gauche à droite, de droite à gauche, de haut en bas et de bas en haut.
| S | A | T | O | R |
| A | R | E | P | O |
| T | E | N | E | T |
| O | P | E | R | A |
| R | O | T | A | S |

ou, présenté en sens inverse, en gardant les mêmes caractéristiques :
| R | O | T | A | S |
| O | P | E | R | A |
| T | E | N | E | T |
| A | R | E | P | O |
| S | A | T | O | R |

La lecture est rendue possible horizontalement et verticalement parce que chacun des termes de la phrase est un acrostiche, un mésostiche ou un téléstiche de l'ensemble des cinq mots.
Il faut noter que le changement de l'ordre de lecture n'altère en aucun cas le sens de la phrase du point de vue grammatical latin. En d'autres termes, si la place des mots n'est pas la même, la signification est identique.
Le carré peut également être lu en boustrophédon, à nouveau sans altérer la signification du carré.

## Traduction

Disposition générale des lettres du carré Sator.

Le carré est composé des cinq mots suivants :
- Sator : laboureur, planteur, semeur ; ou métaphoriquement créateur, père, auteur (au nominatif : c'est donc le sujet) ;
- Arepo : signification inconnue en latin, toutefois ce mot en langue gauloise signifie « charrue »[2] (cas inconnu, peut-être ablatif singulier : complément circonstanciel de moyen) ;
- Tenet : [il/elle] tient (du verbe tenere) ; ou il tient en son pouvoir, voire maintient (3e personne du présent) ;
- Opera : œuvre, travail, soin (ablatif singulier : complément circonstanciel de manière) ;
- Rotas : roues ou rotation, orbite, révolution, cycle (accusatif pluriel : c'est le COD) .

Le mot Arepo est un hapax : il n’apparaît nulle part ailleurs dans la littérature latine. Il est probable qu’il s’agisse d’un nom propre, éventuellement inventé pour faire fonctionner le palindrome. Sa similitude avec arrepo, venant de ad repo, « je rampe vers », est probablement une coïncidence.
Il n'est pas certain que la phrase ait réellement un sens en latin. La traduction la plus probable serait : « Le laboureur Arepo dirige les roues (c’est-à-dire une charrue) avec adresse. » Est également possible : « Le semeur tient avec soin les roues (de sa charrue). » Une autre cependant, plus proche de la mystique du carré magique, surtout si on la rapproche des premiers chrétiens, pourrait être, si l'on tient compte de la similitude entre arepo et arrepo — qui signifie également et entre autres « être terre à terre » (selon dictionnaire Gaffiot) — : « le créateur, par son caractère terre à terre, maintient l’œuvre de rotation ». Diverses interprétations sont possibles si l'on sort du strict contexte « laboureur » et « roue ». Comme c'est un carré magique, il y a autant d'interprétations que de sens de lecture, ce que la langue latine favorise naturellement.
Si la phrase est lue en boustrophédon, la place des mots change mais la traduction reste la même, car l’ordre des mots dans la phrase est très libre en latin. Néanmoins, la place des mots indique les accents mis sur l'importance de tel ou tel mot. Sator étant le premier mot, cela indique que celui-ci est essentiel ; de même que tenet, vu la place centrale, et que rotas, puisque c'est le dernier mot qui reste en mémoire.

## Localisations

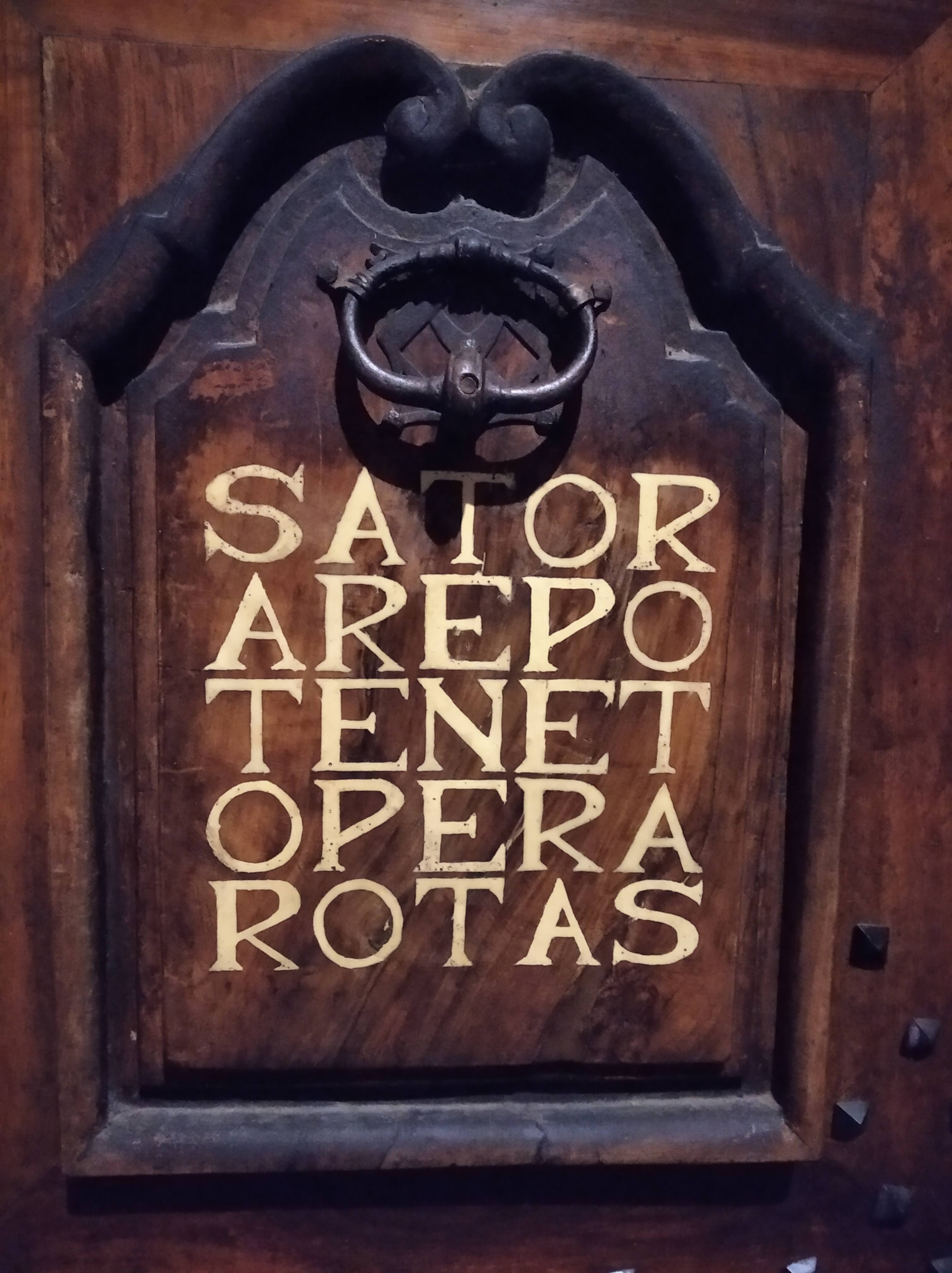
Carré Sator sur une porte rue Jean-Jacques-Rousseau dans le quartier le plus ancien de Grenoble.

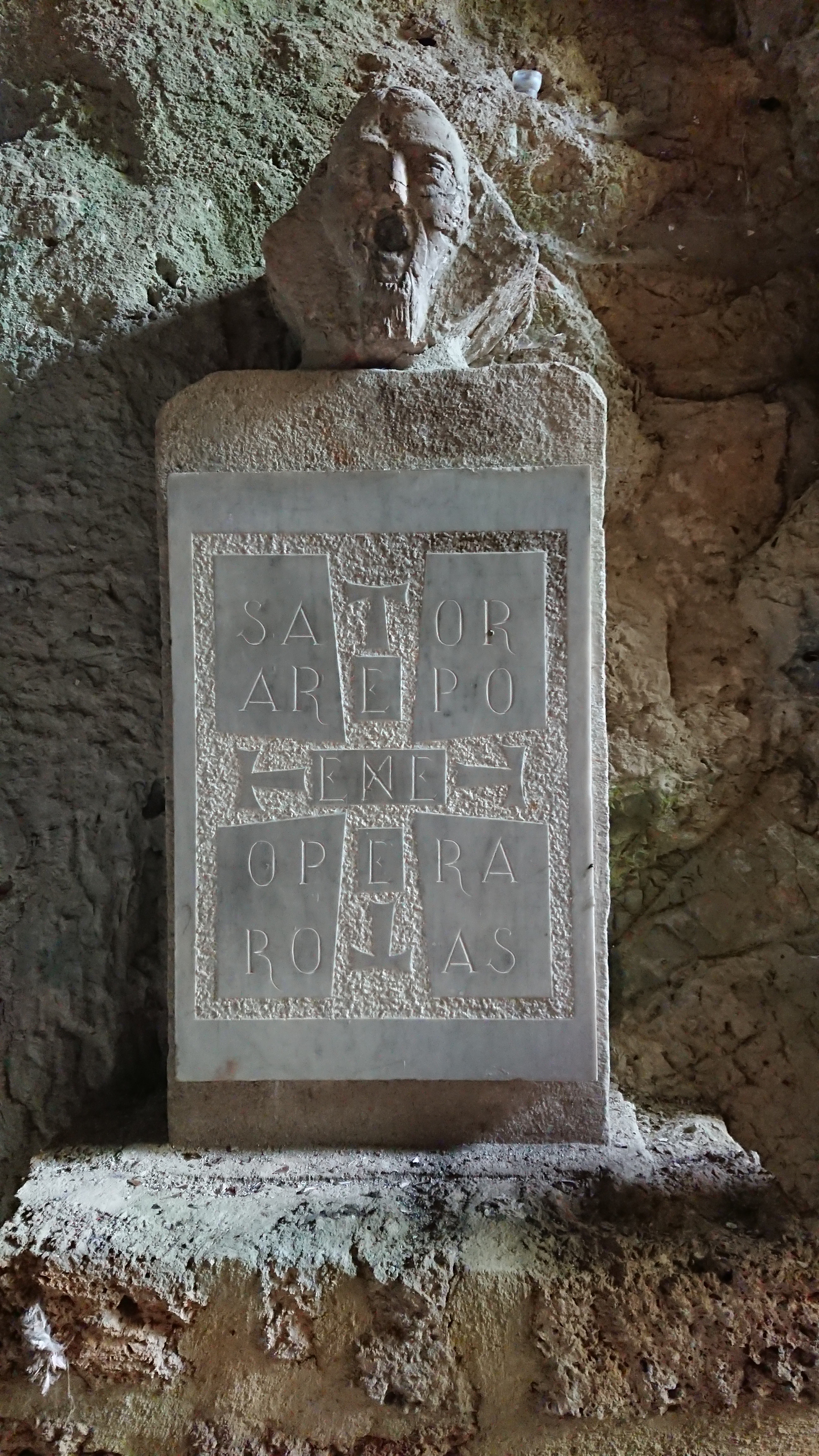
Dalle de calcaire sculptée avec une tête au dessus. Présente à quelques mètres de l'autel de l'ermitage Saint-Antoine de Galamus à Saint-Paul-de-Fenouillet dans les Pyrénées-Orientales.

Le plus ancien carré connu se trouve dans les ruines de Pompéi où il fut enfoui en 79. D'autres ont été trouvés dans des excavations à Corinium (actuelle Cirencester en Angleterre ; le texte est ROTAS OPERA TENET AREPO SATOR), Doura Europos (actuelle Syrie) ou au musée de Conimbriga au Portugal. Le carré existe également à la maison forte de Reignac, à Manchester en Angleterre, sur le mur de la cathédrale de Sienne ou dans une inscription en marbre à l'abbaye de San Pietro ad Oratorium près de Capestrano en Italie, entre autres. Mais il existe également dans les ruines de l'antique Aquincum à Budapest (Hongrie). Dans un cas découvert à l'abbaye de Valvisciolo, également en Italie, les lettres forment cinq anneaux concentriques, chacun divisé en cinq secteurs.
En France, il en existe plusieurs exemplaires :
— En Auvergne-Rhône-Alpes :
- dans l'Ardèche, à Rochemaure, trouvé dans le ravin de Rignas, une copie a été placée dans la chapelle Notre-Dame des Anges[9] ;
- dans la Drôme, sur le mur d'une maison rénovée de Mirmande[10].
- dans la Haute-Loire, au Puy-en-Velay, découvert dans la chapelle Saint-Michel d'Aiguilhe mais a été déplacé dans le musée Crozatier[11] ;
- dans l'Isère, sur un muret de la rue principale à Valbonnais, ainsi que sur une porte, probablement assez ancienne et située au 20, rue Jean-Jacques-Rousseau à Grenoble[12].

— En Nouvelle Aquitaine :
- en Charente-Maritime, dans l'embrasure de la porte d'une grange dépendance d'un ancien château à Jarnac-Champagne[13], mais aussi dans le souterrain de la rue au Roy à Saint-Quantin-de-Rançanne[14]. Il apparaît aussi dans le village de Talmont-sur-Gironde, sur l'angle d'un mur. La pierre à l'origine viendrait du site gallo-romain dit du Fâ, à Barzan. Sur le mur d'en face apparaît une reproduction plus récente gravé au XXe siècle ;
- dans la Dordogne,à la maison forte de Reignac, à Tursac[15] ;
- dans le Lot-et-Garonne, au château de Bonaguil à Saint-Front-sur-Lémance.

— Dans les Pays de la Loire :
- en Vendée, sur la façade sud de l'église de La Boissière-de-Montaigu.

— En Occitanie :
- dans les Pyrénées-Orientales, dans la commune de Saint-Paul-de-Fenouillet et les gorges de Galamus. Il se trouve à l'intérieur de l'ermitage Saint-Antoine de Galamus près de Soulatgé, qui vit naître le célèbre bénédictin Bernard de Montfaucon.

— En Provence-Alpes-Côte d'Azur :
- dans les Bouches-du-Rhône, à la carrière Mireille aux Baux-de-Provence ; et sur un mur à l'intérieur du château de Tarascon.
- dans le Vaucluse, sur un mur d'Oppède[16] ;
- dans les Alpes-de-Haute-Provence, à côté du refuge d'art du Vieil Esclangon ;
- dans les Hautes-Alpes, dans la commune d'Aspres-sur-Buëch.

– En Bretagne :
- dans la cour du château de Vitré[réf. souhaitée]

En Italie
- - Aoste, dans l'Eglise St.- Ours. Curieusement le carré magique est circulaire, visible actuellement sous le chœur.

## Essais d'interprétation

### Interprétations chrétiennes

Anagramme formée avec les lettres du Carré Sator, qui correspond aux deux premiers mots en latin de la prière des premiers chrétiens : Pater Noster. L'on peut également lire : Retro Satana (et non Satanas comme il est coutume de croire).

Felix Grosser, en 1926, interpréta le carré comme un signe de reconnaissance utilisé par les premiers chrétiens afin de se reconnaître entre eux sans pour autant se montrer à la vue de tous par crainte de la répression. Grosser faisait la lecture suivante : les lettres de ce carré constituent une anagramme, qui, disposée en croix, donne deux fois : Pater noster, auquel on ajoute deux fois les lettres « A » et « O ». Ces dernières pouvant représenter « l'Alpha et l'Oméga » cité dans l'apocalypse de saint Jean : « Je suis l'Alpha et l'Oméga, le commencement et la fin ». Par ailleurs, TENET forme une image de croix, ce que suggère en plus la forme du T. L'archéologue Amedeo Maiuri en déduisit la présence d'une communauté chrétienne à Pompéi. Cette théorie reposerait sur des anachronismes : les chrétiens du Ier siècle prieraient en grec et les symboles du Tau, de l'alpha et de l'oméga seraient postérieurs à la destruction de Pompéi en 79.
Jérôme Carcopino publie en 1948 un article intitulé Le christianisme secret du carré magique, qui constitue une étude critique du carré et des interprétations connues jusque-là.
L'épigraphiste italienne Margherita Guarducci a indiqué dans ses travaux l'importance en épigraphie paléochrétienne de la lettre T (ou tau) d'une part, et d'autre part des lettres A O et O A (alpha oméga/ oméga alpha). Selon elle, la lettre T, en plus de sa valeur littérale, est souvent utilisée en symbole graphique représentant la croix. En plus, dans le cas du carré Sator, cette lettre T représentant la croix est utilisée quatre fois, aux quatre extrémités d'une croix formée par les mots TENET se croisant. Les 4 croix forment ainsi une grande croix. D'autre part, Marguerite Guarducci a montré qu'à cette époque de coexistence des alphabets latin et grec, les lettres A et O sont souvent utilisées juxtaposées, pour signifier Alpha et Omega, le commencement et la fin, suggérant le seigneur, partageant l'avis de plusieurs de ses confrères. Dans le carré Sator, de part et d'autre de chaque T de la croix, se trouvent tantôt A et O, tantôt O et A ; Marguerite Guarducci formule l'hypothèse que si A O signifie commencement / fin, alors les occurrences O A pourraient signifier fin / commencement, ce qui selon elle symboliserait la résurrection.

### Interprétations juives
Nicolas Vinel pour sa part estime en 2006 que l’hypothèse d’un cryptogramme juif utilisant l’arithmétique pythagoricienne est légitime.

### Doutes sur le sens de l'inscription
Paul Veyne, en 1968, exprime son sentiment que l'inscription est bien un palindrome, mais doute qu'il s'agisse d'une anagramme. Contestant les résultats auxquels est parvenu Felix Grosser, il estime qu'il s'agit d'un « palindrome intentionnel » et que la position de Grosser qui consiste à prouver qu'il y a anagramme « en en produisant une clé, puis à prouver cette clé par cohérence interne est intenable ». Henri Polge, en 1969, s'intéresse à la possibilité d'introduire une phrase cohérente, lisible dans tous les sens et porteuse d'un message, dans une grille, a fortiori si les mots doivent appartenir exclusivement à un formulaire magique ou liturgique. Sa démonstration indique que si le carré n'avait rien de magique à l'origine, il avait « d'autant plus de chances de le devenir » que son sens avec le temps, « devenait plus obscur ».

### Justifications romanesques
L’énigme du roman de Steve Berry intitulé Le dernier secret du Vatican datant de 2019 (en anglais américain The Malta Exchange) tourne autour de ce palindrome, qui revient sans cesse et dont on égrène ici et là quelques explications.

### Cinéma
Les éléments du carré Sator sont utilisés par le réalisateur Christopher Nolan dans son film Tenet (2020). Tenet sert de mot de reconnaissance pour l'organisation secrète principale du film, Sator est le nom du personnage antagoniste principal, Arepo est un autre personnage, simplement mentionné dans le film, la scène d'ouverture du film se déroule dans un opéra, et Rotas est une entreprise de stockage, en forme de pentagone, dans laquelle se trouve une machine temporelle.

### Musique
Le groupe de musique folk expérimentale Heilung s'est inspiré du carré Sator pour leur morceau Tenet, sur l'album Drif (2022).
Il semble que la série « magique » de douze notes qui engendre le Concerto pour neuf instruments opus 24 d'Anton Webern (1883-1945) qui fonctionne par quatre blocs de trois - avec respectivement l'original, le rétrograde, le miroir et le rétrograde du miroir - ait été inspirée par le superpalindrome latin[réf. nécessaire].

## Le carré magique et les superstitions
- Aurillac - aide aux accouchements[29]
- Allemagne - guérir la rage et fait danser (Albert le Grand)[30]
- Brésil - guérir les morsures de serpent (tatouages)[31]
- Hongrie - talisman de protection
- Égypte - talisman de protection
- Italie - enfants abandonnés
- France - utilisations initiatiques[32]
- Islande - sert à guérir

## Images

Quelques reproductions de carrés Sator dans le monde
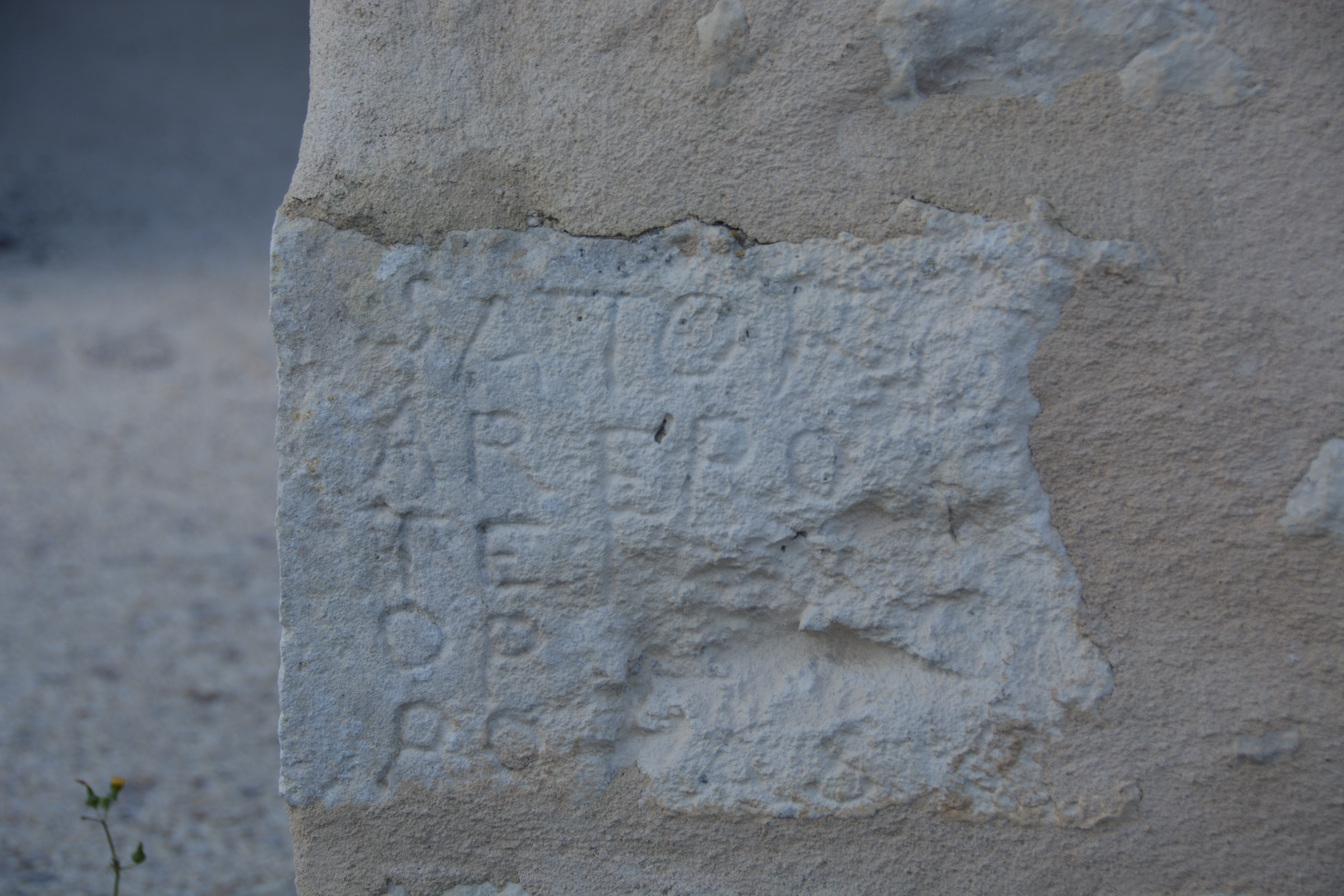
Carré Sator à Talmont-sur-Gironde (Charente-Maritime)
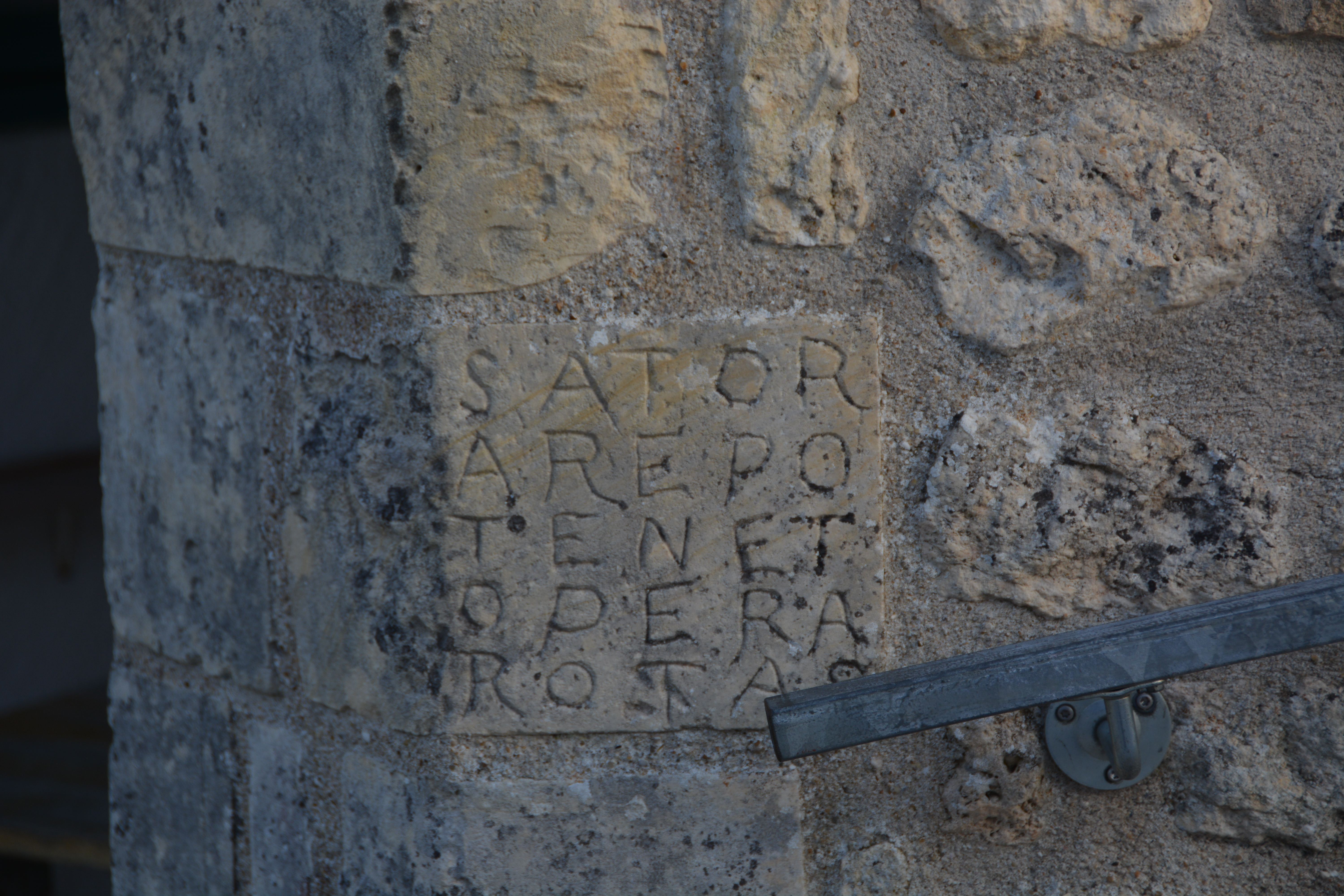
Reproduction du carré Sator à Talmont-sur-Gironde (Charente-Maritime)
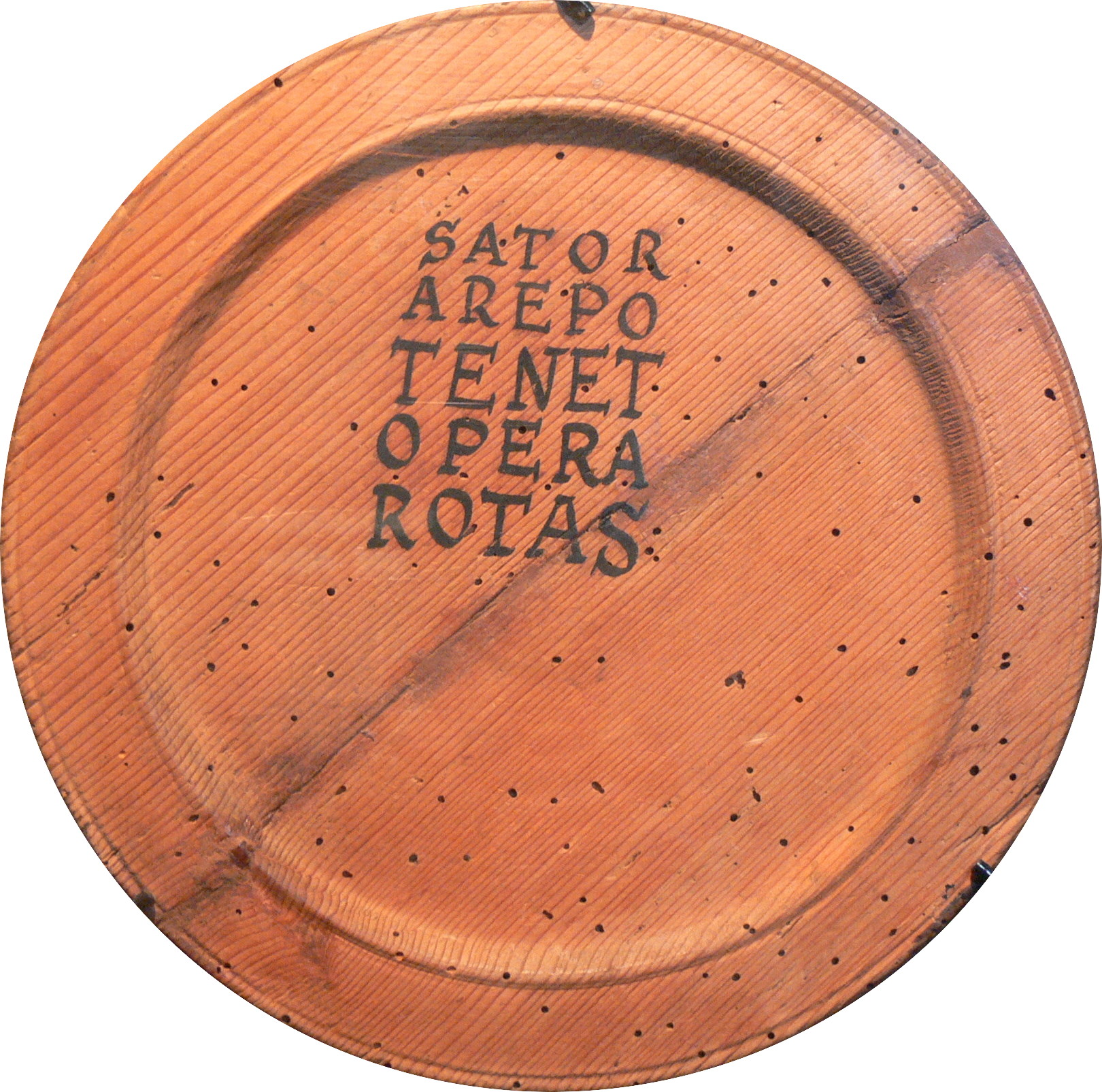
Musée de la Chambre haute à Passau (Allemagne).
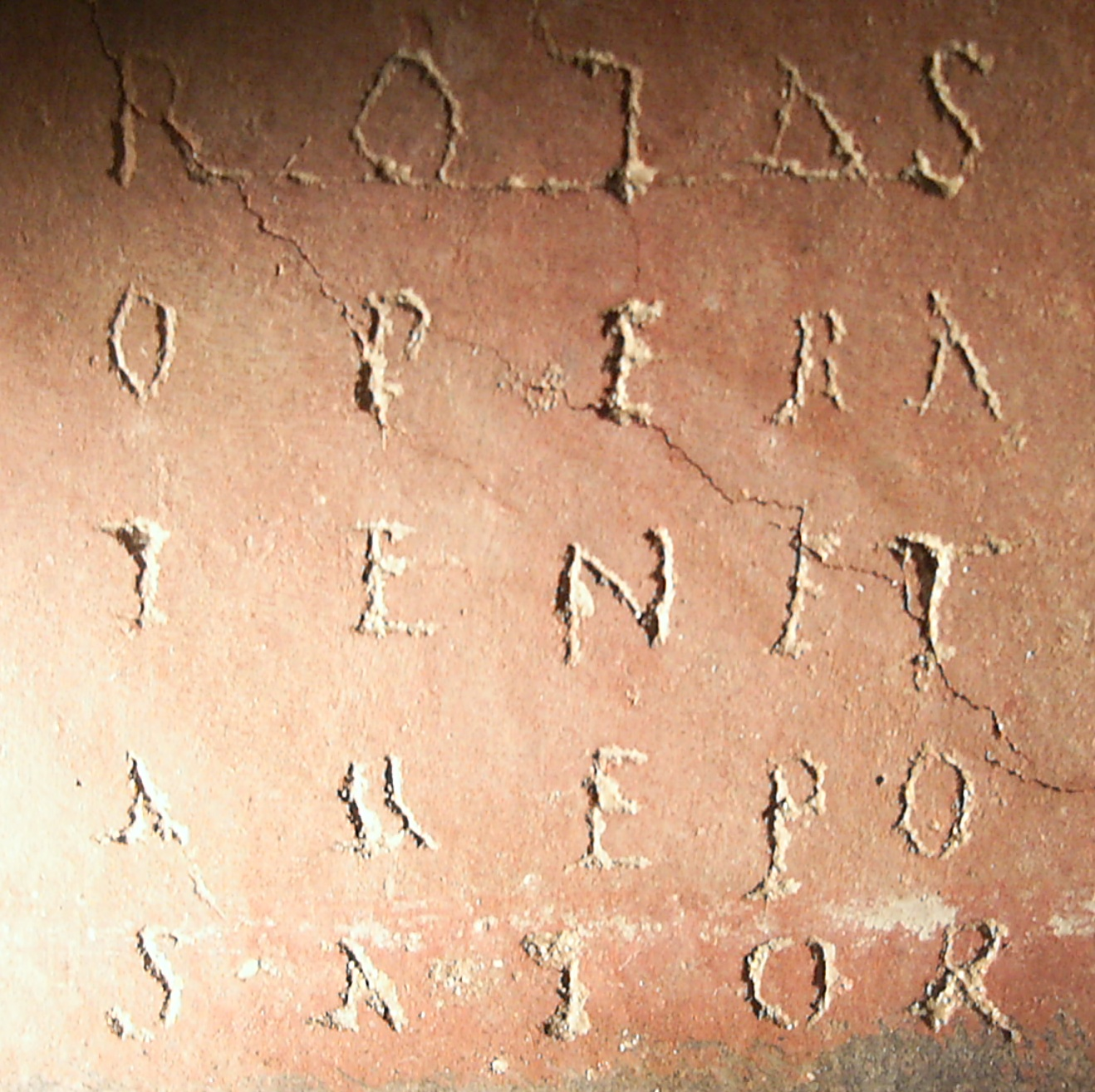
Le carré à Cirencester (Angleterre).
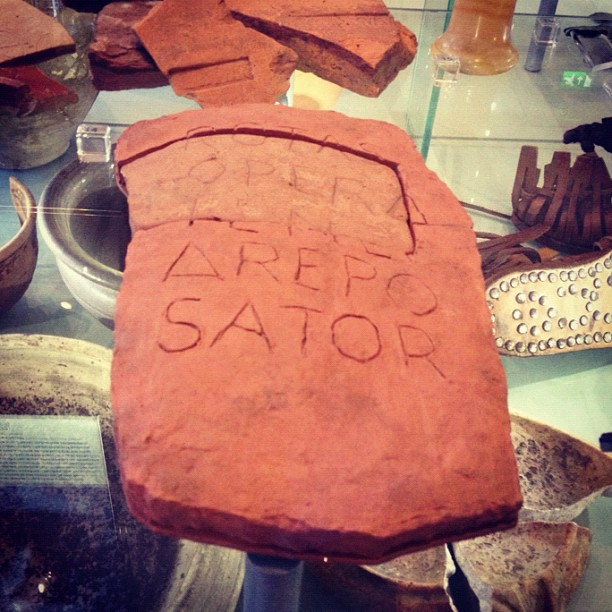
Fragment d'une amphore (environ 180 après J.-C.), trouvé dans une colonie romaine près de Manchester (Angleterre).
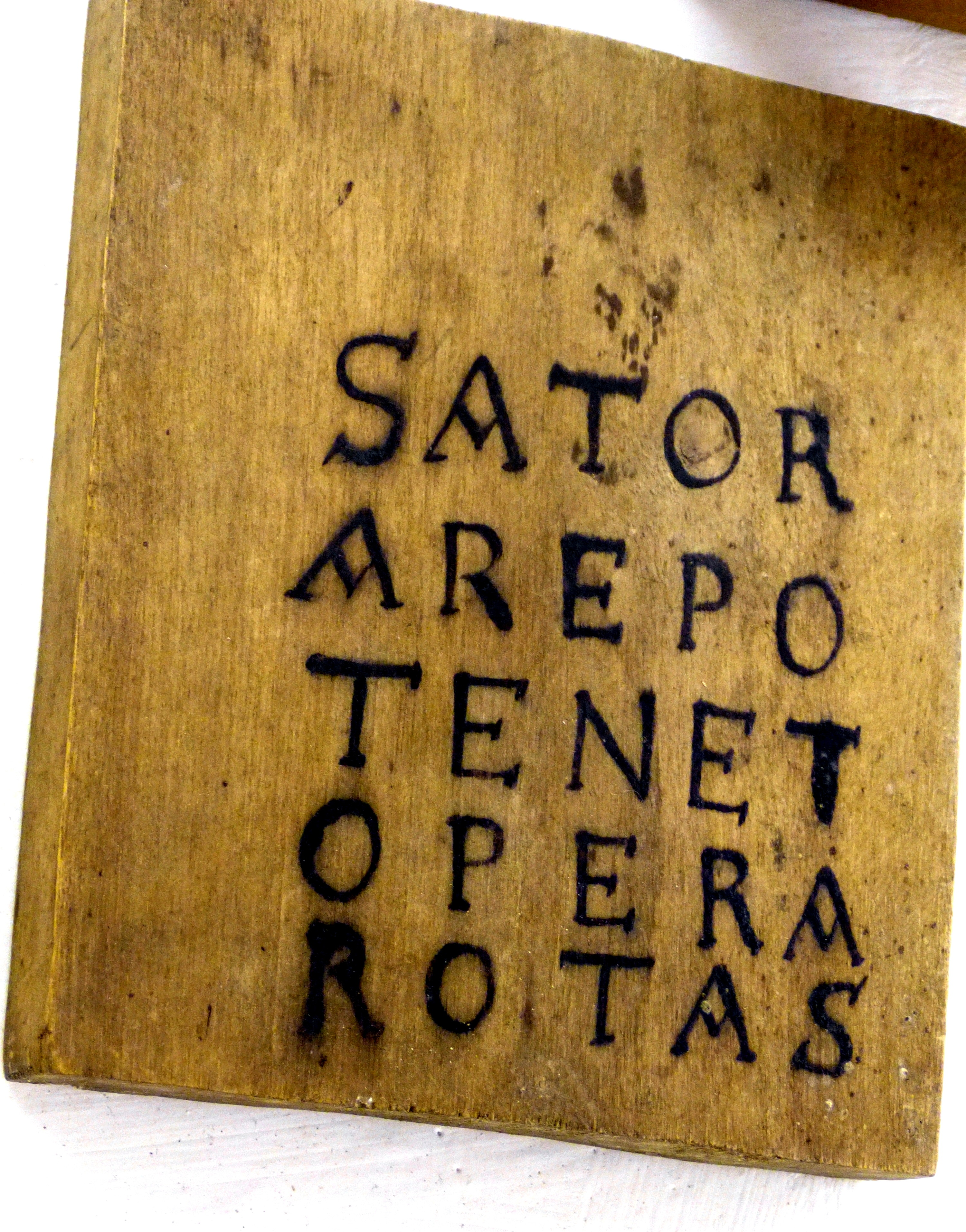
Musée du château de Mühlviertler à Freistadt (Autriche).
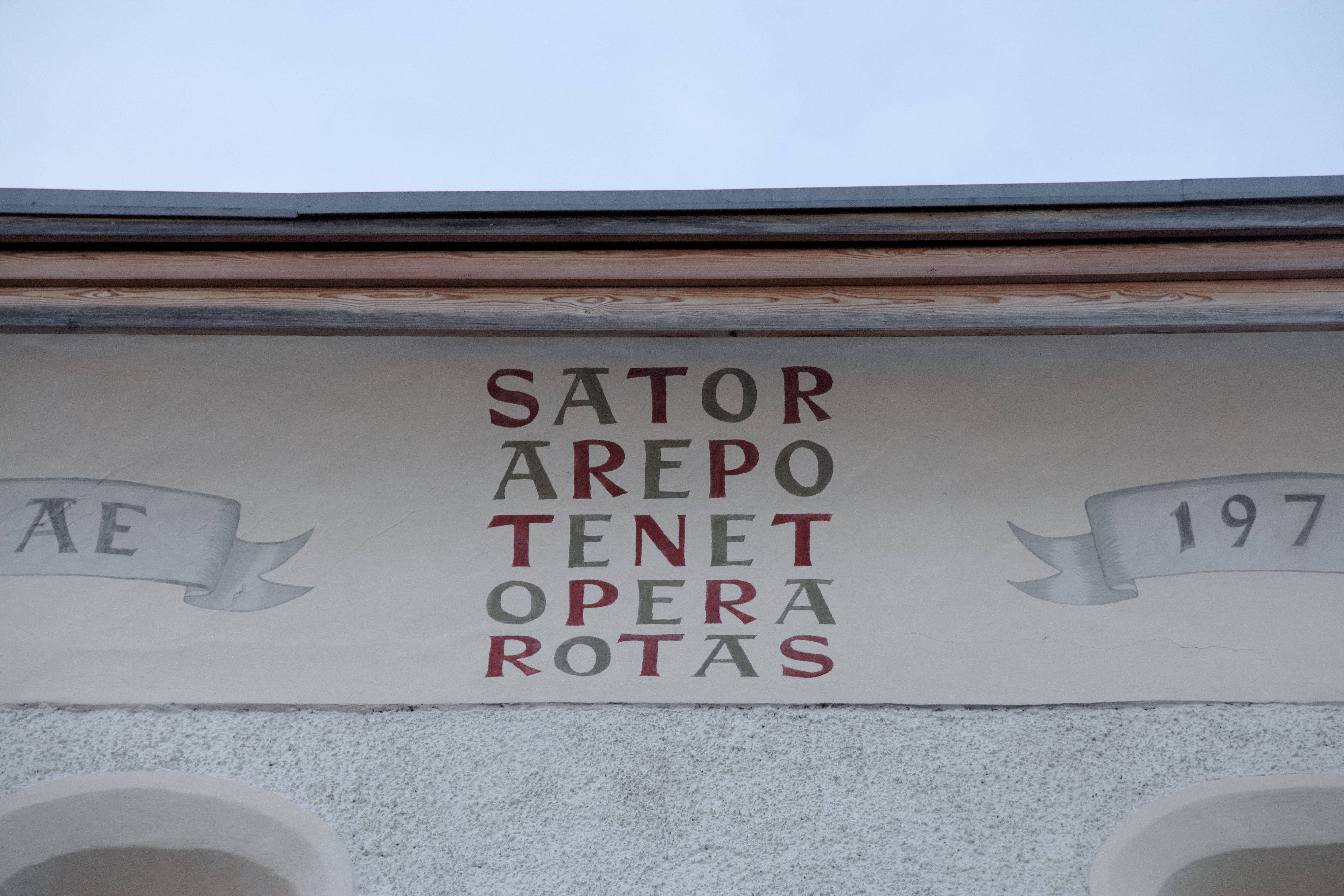
Place Sator dans une maison à Hallein (Autriche).
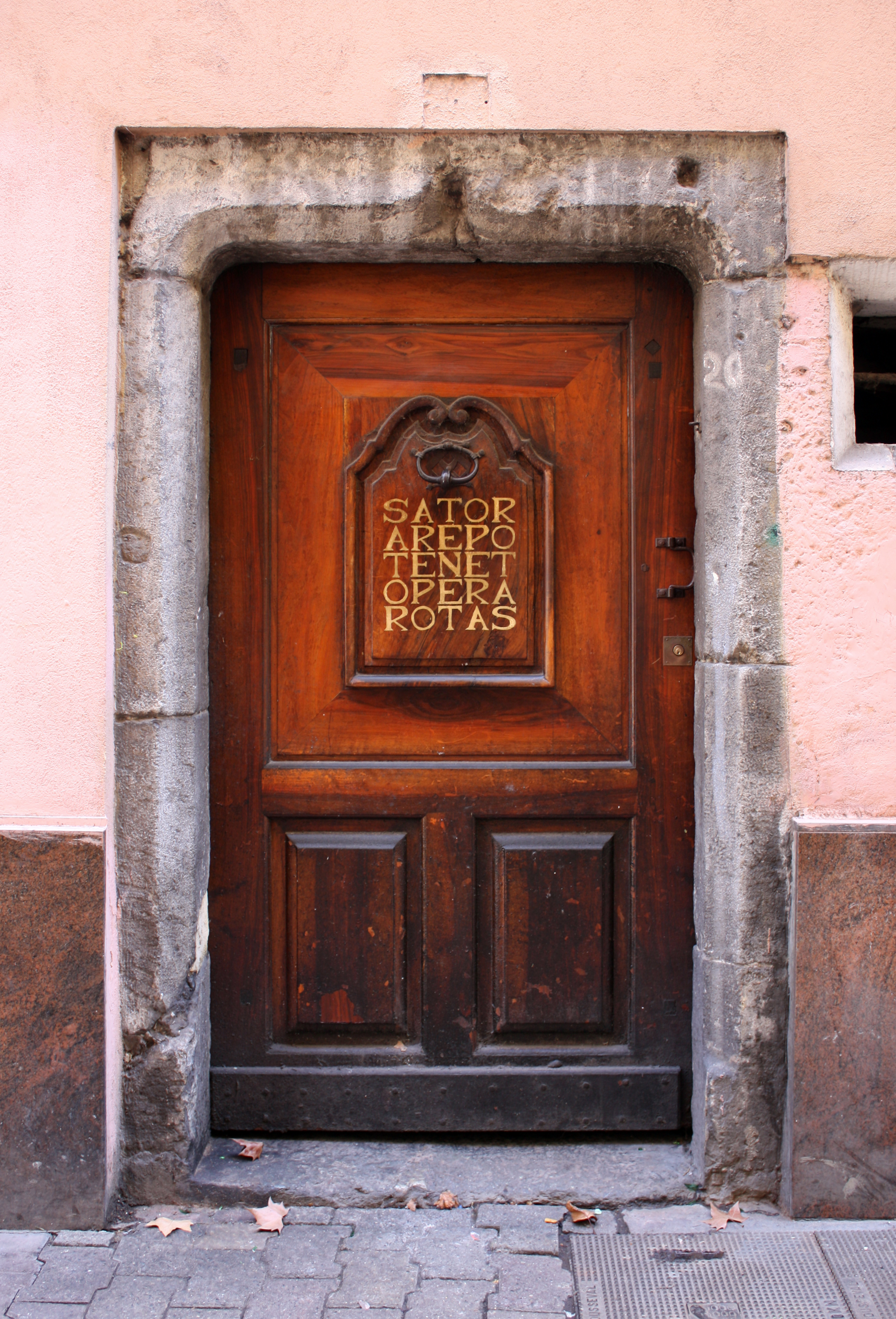
Le carré à Grenoble (Isère - France).
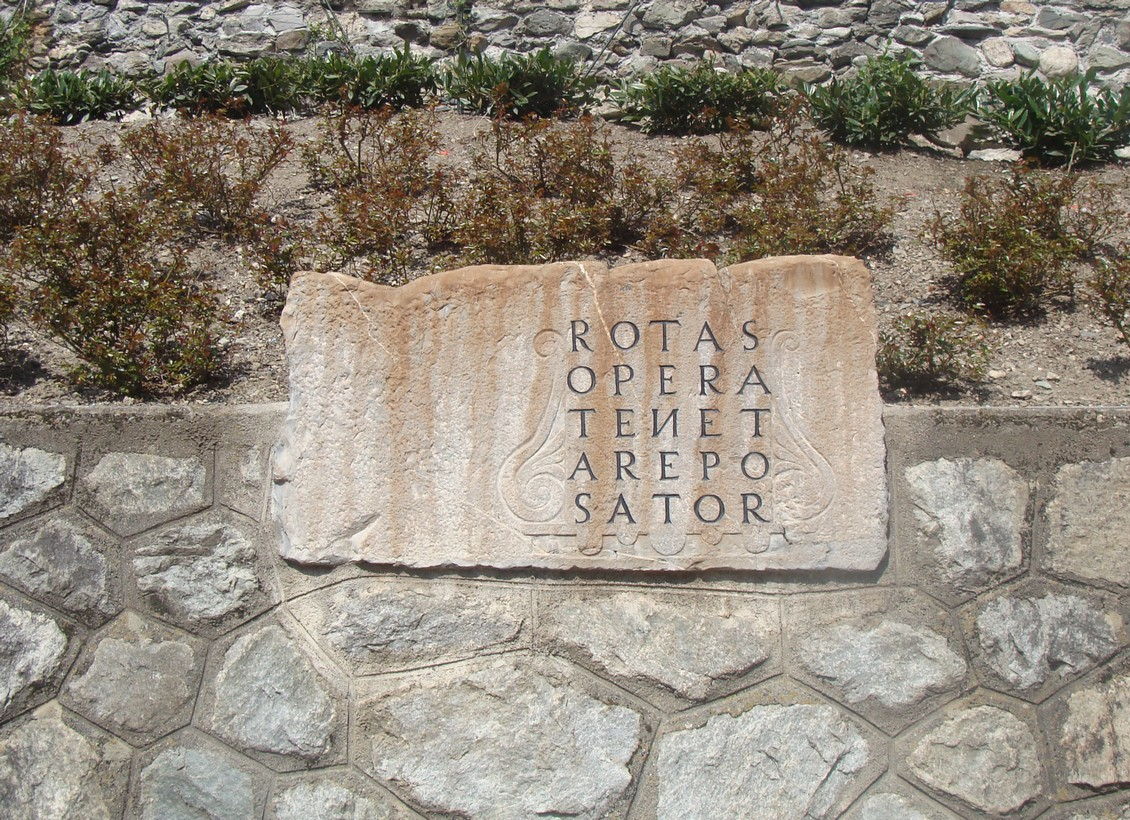
Rue principale à Valbonnais (Isère - France).
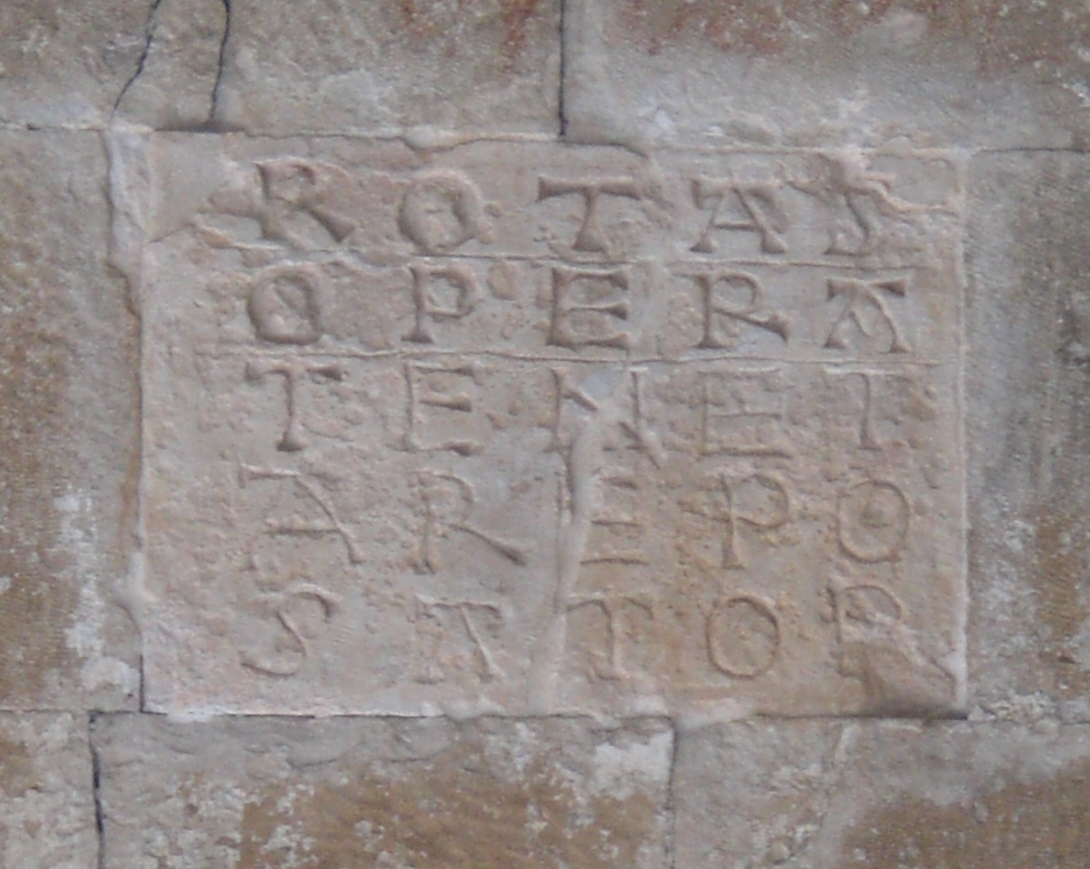
Le carré de l’abbaye San Pietro ad Oratorium, à Capestrano (Italie).
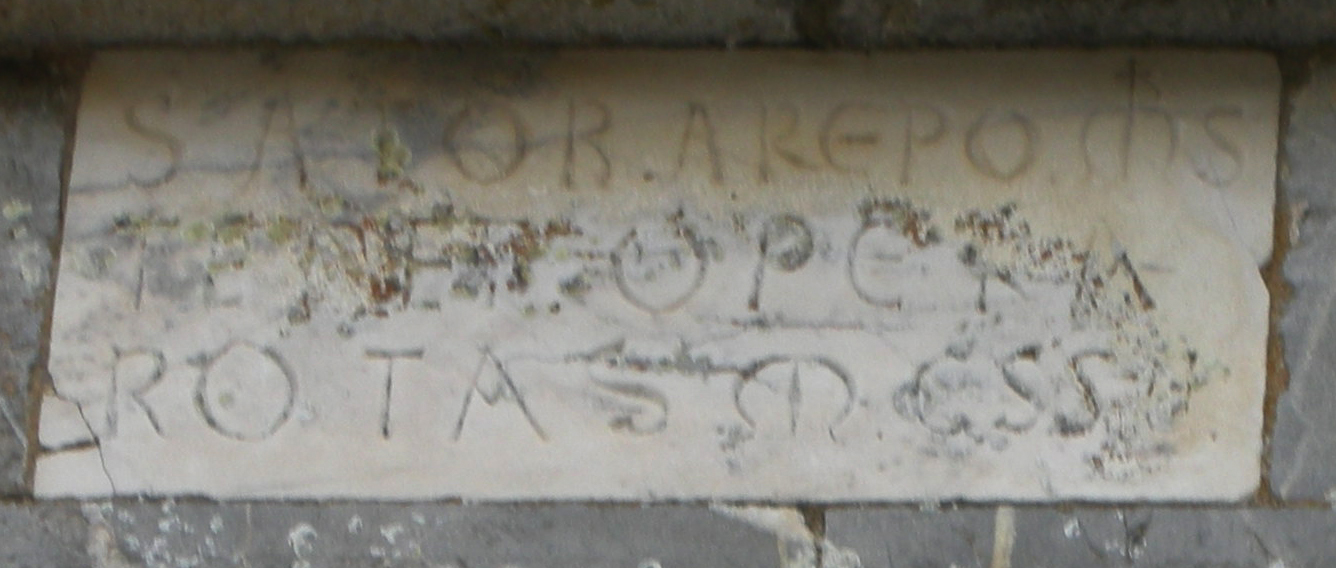
La phrase à Campiglia Marittima (Italie).
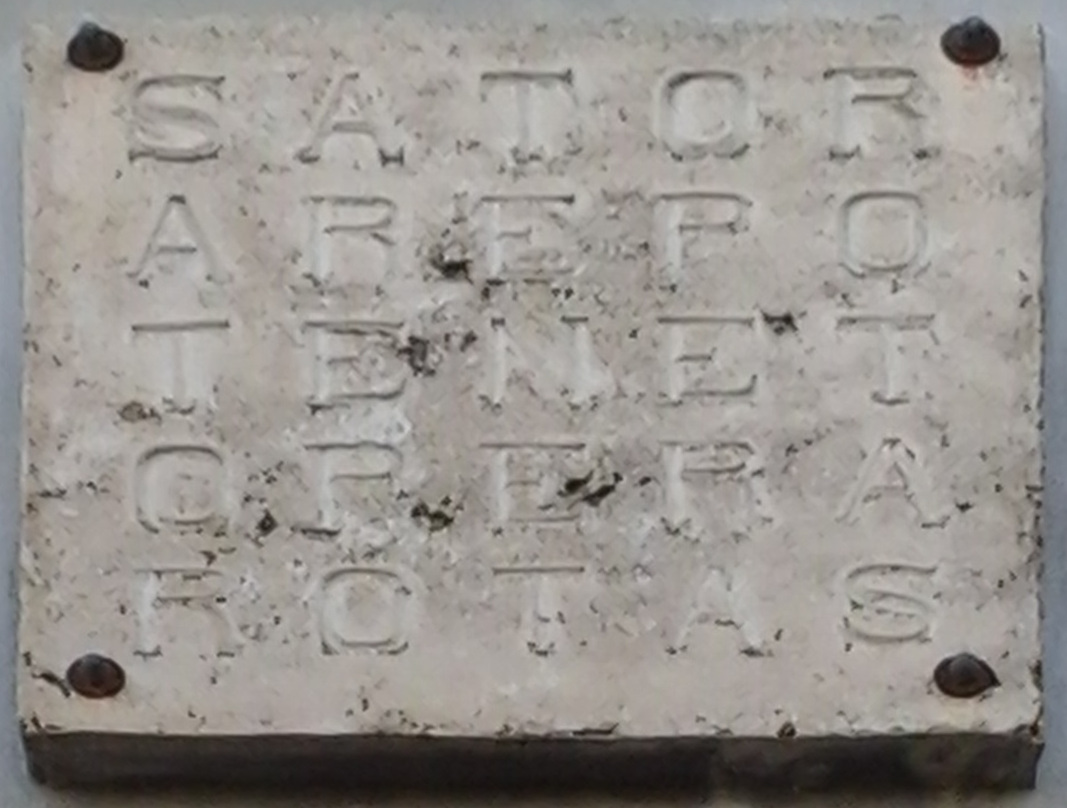
Plaque magique du Sator d’Ascoli Satriano (Italie).
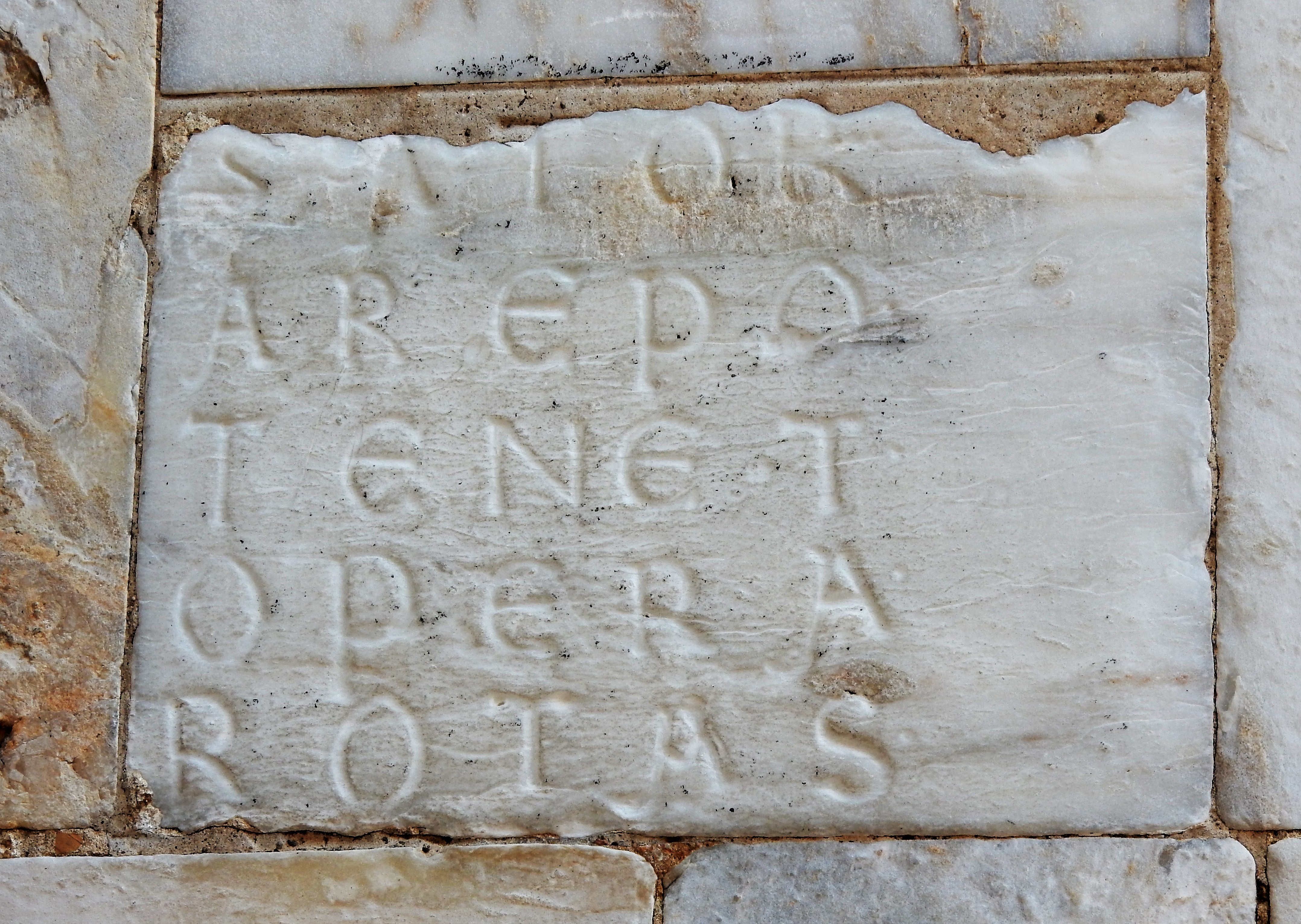
Dalle de pierre du côté nord de la cathédrale de Sienne (Italie).
Pièce de 1570 au château de Skokloster (Suède).
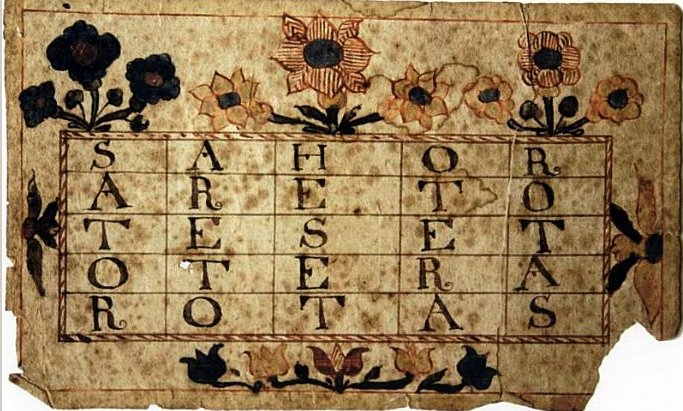
Papier avec talisman d'Allemands de Pennsylvanie (vers 1790).
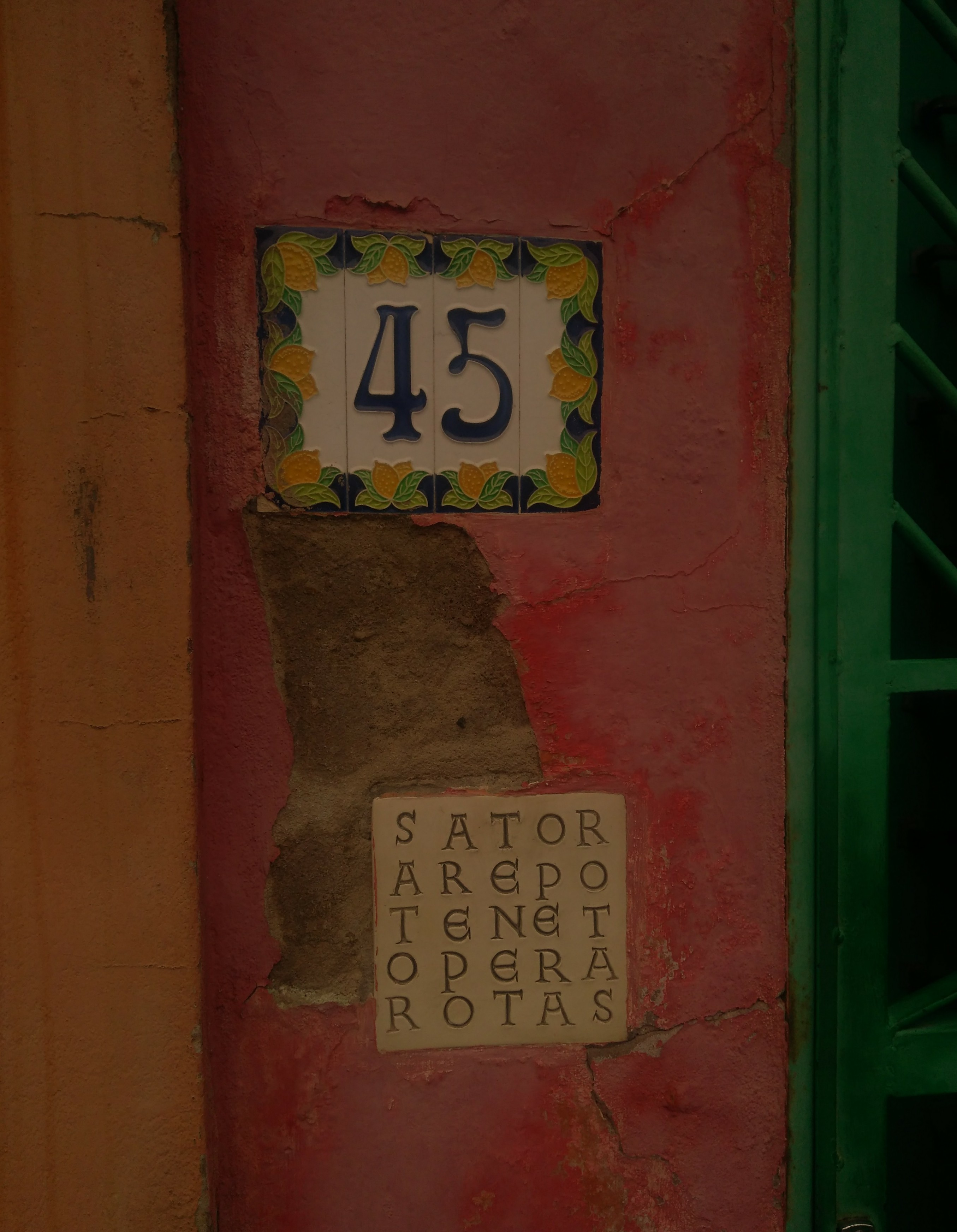
Porto Alegre (Brésil).